# Liste der Einträge im National Register of Historic Places im Culberson County
Die Liste der Registered Historic Places im Culberson County führt alle Bauwerke und historischen Stätten im texanischen Culberson County auf, die in das National Register of Historic Places aufgenommen wurden.

## Aktuelle Einträge
| Lfd. Nr. | Name im NRHP                                                                | Bild | Datum der Eintragung | Adresse/Lage                                                                   | Ort                              | NRHP-ID  | Beschreibung |
| -------- | --------------------------------------------------------------------------- | ---- | -------------------- | ------------------------------------------------------------------------------ | -------------------------------- | -------- | ------------ |
| 1        | Clark Hotel                                                                 |      | 19. Juli 1979        | 112 Broadway St.                                                               | Van Horn                         | 79002929 |              |
| 2        | First Presbyterian Church                                                   |      | 1. Dez. 1978         | Kreuzung Street Fannin und 3rd Street                                          | Van Horn                         | 78002912 |              |
| 3        | Granado Cave                                                                |      | 25. März 1977        | Zum Schutz der historischen Stätte wird die Adresse/Lage nicht bekanntgegeben. | Toyah                            | 77001436 |              |
| 4        | Guadalupe Ranch                                                             |      | 21. Nov. 1978        | Nordöstlich von Salt Flat im Guadalupe Mountains National Park                 | Salt Flat                        | 78000259 |              |
| 5        | Lobo Valley Petroglyph Site                                                 |      | 25. Okt. 1988        | Zum Schutz der historischen Stätte wird die Adresse/Lage nicht bekanntgegeben. | Lobo                             | 88002012 |              |
| 6        | McKittrick Canyon Archeological District, Guadalupe Mountains National Park |      | 26. Sep. 1991        | Zum Schutz der historischen Stätte wird die Adresse/Lage nicht bekanntgegeben. | Salt Flat                        | 91001381 |              |
| 7        | Pinery Station                                                              |      | 9. Okt. 1974         | Am U.S. Highway 62/180                                                         | Guadalupe Mountain National Park | 74000281 |              |
| 8        | Wallace Pratt Lodge                                                         |      | 26. März 1975        | Beim Zusammentreffen des Nord- und des Süd-Zweigs des McKittrick Canyon Trails | Guadalupe Mountain National Park | 75000154 |              |